# ويليام ر. بوغز
ويليام ر. بوغز (بالإنجليزية: William R. Boggs)‏ هو مهندس وأستاذ جامعي أمريكي، ولد في 18 مارس 1829 في أوغستا في الولايات المتحدة، وتوفي في 11 سبتمبر 1911 في وينستون-سالم في الولايات المتحدة.